# Эрнандес, Ямпьер
Ямпье́р Эрна́ндес Гонса́лес (исп. Yampier Hernández Gonzales; род. 3 августа 1984, Гавана) — кубинский боксёр, представитель легчайших и наилегчайших весовых категорий. Выступал за сборную Кубы по боксу во второй половине 2000-х годов, бронзовый призёр летних Олимпийских игр в Пекине, серебряный призёр Кубка мира, победитель турниров национального и международного значения. С 2017 года выступает на профессиональном уровне.

## Биография
Ямпьер Эрнандес родился 3 августа 1984 года в Гаване.

### Любительская карьера
Начиная с 2004 года боксировал в зачёте национальных первенств в первой наилегчайшей весовой категории, но каждый раз проигрывал олимпийскому чемпиону Яну Бартелеми. Лишь после того как в 2007 году Бартелеми перешёл в профессионалы, Эрнандес наконец выиграл чемпионат Кубы и вошёл в основной состав кубинской национальной сборной. Он выступил на Панамериканских играх в Рио-де-Жанейро, однако попасть здесь в число призёров не смог, в четвертьфинале был остановлен американцем Луисом Яньесом, который в итоге и стал победителем этого турнира.
Благодаря череде удачных выступлений удостоился права защищать честь страны на летних Олимпийских играх 2008 года в Пекине. В стартовом поединке первого наилегчайшего веса благополучно прошёл таджика Шерали Достаева, затем с большим перевесом по очкам победил украинца Георгия Чигаева и бразильца Паулу Карвалью. На стадии полуфиналов ему попался представитель Монголии Пурэвдоржийн Сэрдамба, в близком бою со счётом 8:9 Эрнандес проиграл монголу и получил бронзовую олимпийскую медаль. Также вы этом сезоне выиграл серебряную медаль на Кубке мира в Москве.
После пекинской Олимпиады Ямпьер Эрнандес остался в составе боксёрской команды Кубы и продолжил принимать участие в крупнейших международных турнирах. Так, в 2009 году он побывал на чемпионате мира в Милане, где дошёл в наилегчайшем весе до четвертьфинала, проиграв пуэрториканцу Маквильямсу Арройо.
Пытался пройти отбор на Олимпийские игры в Лондоне, но на чемпионате Кубы 2011 года в легчайшем весе вообще не попал в число призёров, дойдя только до четвертьфинала, и в конечном счёте на Олимпиаду отправился более успешный в этом плане Ласаро Альварес.
В следующем олимпийском цикле уже не показывал сколько-нибудь значимых результатов и не попадал в основу кубинской национальной сборной, хотя оставался действующим спортсменом и продолжал регулярно выходить на ринг. Так, на чемпионате страны 2015 года вновь добрался в легчайшем весе только до четвертьфинала, в конкурентной борьбе за место в составе олимпийской команды уступил Робейси Рамиресу, который на Олимпиаде в Рио-де-Жанейро занял первое место.

### Профессиональная карьера
В 2017 году Эрнандес перебрался на постоянное жительство в Майами и успешно дебютировал на профессиональном уровне.